# Carl Martin Norberg
Carl Martin Norberg (Avesta, Dalarna, 18 de juliol de 1889 – Västerås, Västmanland, 25 de juliol de 1970) va ser un gimnasta suec que va competir a primers del segle xx.
El 1908 va prendre part en els Jocs Olímpics de Londres, on guanyà la medalla d'or en la prova del concurs complet per equips, com a membre de l'equip suec.